# Фоноавтограф
Фоноавтограф (фр. phonoautographe) — 

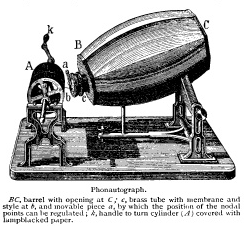
Фоноавтограф

перший в світі диктофон. Винайдено в 1857 році Леоном Скоттом.
25 березня 1857 року 
французький уряд видав Леону Скотту патент на винайдений ним пристрій під назвою «фоноавтограф». Пристрій складався з акустичного конуса і вібруючої мембрани, з'єднаної з голкою. Голка стикалася з поверхнею яка обертала вручну скляний циліндр, покритого кіптявою або папером. Звукові коливання, проходячи через конус, змушували мембрану вібрувати, передаючи коливання голці, яка прокреслюють на кіптяви позначки. Пристрій дозволяв відображати звукові коливання, проте не пропонував способу їх відтворення.
Надалі конструкція фоноавтографа була взята за основу для створення фонографа і грамофона.
У 2008 році в паризькому архіві було знайдено і відтворено зроблений на фоноавтографі 9 квітня 1860 році 10-секундний запис, на якому сам винахідник наспівує фрагмент з народної французької пісні «Au Clair de la Lune». Цікаво, що при перших відтвореннях дослідники приписали виконання пісні невідомій співачці або підлітку, але подальші дослідження 2009 року дозволили встановити, що швидкість відтворення була завищена і це голос самого Скотта, який співає дуже повільно

## Знайдені фоноавтограмми
- 9 квітня 1860 року —  французька народна пісня Au Clair de la Lune.
- 4 травня 1860 року —  уривки з пасторальної поеми Тассо «Амінт» про македонського царя
- вересень 1860 року —  весела пісня «Лети, бджілка» (Vole, Petite Abeille) з комічної опери.